# DKSH
Die DKSH Holding AG (Diethelm Keller Siber Hegner, abgekürzt DKSH) mit Sitz in Zürich ist ein international tätiger, stark diversifizierter Schweizer Dienstleistungs- und Handelskonzern mit starken Wurzeln in Asien.
DKSH bietet vor allem Dienstleistungen für Unternehmen an, die ihre Geschäftstätigkeit in oder nach Asien ausdehnen wollen. Organisatorisch ist DKSH in vier Geschäftseinheiten gegliedert:
- Consumer Goods, Umsatzanteil 2022 = 32,8 %
- Healthcare, Umsatzanteil 2022 = 49,8%
- Performance Materials, Umsatzanteil 2022 = 12,9 %
- Technology, Umsatzanteil 2022 = 4,5 %

DKSH ist mit 870 Niederlassungen in 37 Ländern tätig. Das Unternehmen beschäftigt rund 32,600 Mitarbeiter und erwirtschaftete 2022 einen Nettoumsatz von 11,3 Milliarden Schweizer Franken. Etwa ein Drittel des Umsatzes wird in Thailand erzielt. Dort werden auch rund 11'000 Mitarbeiter beschäftigt.
Die DKSH Holding AG gehört zu den 500 grössten Familienunternehmen der Welt.

## Geschichte
Seine Ursprünge hat das Unternehmen in den Aktivitäten der Schweizer Pioniere Wilhelm Heinrich Diethelm, Eduard Anton Keller und Hermann Siber. Die drei Unternehmer wanderten unabhängig voneinander in den 1860er Jahren in den Fernen Osten aus, Diethelm nach Singapur, Keller in die Philippinen und Hermann Siber nach Japan.
Als ältestes der ursprünglichen Unternehmen wurde 1865 die Siber & Brennwald gegründet. Keller stieg 1868 bei der 1866 in Manila gegründeten C. Lutz & Co. ein und benannte diese nach der Übernahme 1887 in Ed. A. Keller & Co. um. Diethelm seinerseits stieg 1871 bei der 1860 in Singapur gegründeten Hooglandt & Co. ein und benannte diese ebenfalls 1887 nach deren Übernahme in Diethelm & Co. Ltd. um.
In der Folge expandierten die drei Unternehmen hauptsächlich in Asien und in einem kleineren Rahmen in Europa, hielten aber weiterhin einen sehr engen Kontakt zur Schweiz, wohin sie ihre Unternehmenssitze verlegten.
Obschon die Familien Diethelm und Keller schon sehr früh enge private und geschäftliche Kontakte pflegten und sich bereits in der zweiten Generation durch Heirat eine familiäre Verknüpfung ergab, schlossen sich die beiden Unternehmen erst im Sommer 2000 zur Diethelm Keller Holding zusammen. Dieser schloss sich 2002 auch die Siber Hegner Holding an, wodurch die heutige DKSH Holding entstand.
Im Jahr 2011 wurde die Schweizer Uhrenfirma Maurice Lacroix mit einer Fertigungsstätte im Kanton Jura übernommen, welche zu jenem Zeitpunkt einen Umsatz von 70 Mio. CHF realisierte.
Bis 2012 war DKSH eine privat gehaltene Firma mit der Diethelm Keller Holding  als Mehrheitsaktionärin. Seit März 2012 werden die Aktien der DKSH Holding AG an der SIX Swiss Exchange gehandelt.
Im März 2017 übernahm Stefan P. Butz die Rolle des CEO und der ehemalige CEO, Jörg Wolle, ersetzte Adrian T. Keller als VR-Präsidenten.
In einem Interview mit der Neuen Zürcher Zeitung Anfang Juli 2017 sagt der neue DKSH-CEO Stefan Butz, er werde bei DKSH auf Kontinuität setzen. Starke Treiber des Geschäfts seien das Wirtschaftswachstum in Südostasien, der belebte innerasiatische Handel, der Aufstieg von Millionen von Asiaten in die Mittelschicht, Outsourcing und auch Konsolidierung.
Im Oktober 2017 erwarb die DKSH 60 Prozent der Anteile an PT Wicaksana, welches die Grundlage für den Markteintritt in Indonesien bildete.
In der Geschäftseinheit Healthcare wurde 2018 das entsprechende China-Geschäft mit einem Gewinn von 75,2 Mio. CHF verkauft.
Im Oktober 2018 übernahm Adrian T. Keller die Rolle des VR-Präsidenten von Jörg Wolle nach zwei Jahren Amtszeit.
Für die sich in Restrukturierung befindliche Geschäftseinheit Consumer Goods wurde per 1. April 2019 das entsprechende Geschäft der Firma Auric Pacific in Malaysia und Singapur für umgerechnet 160 Mio. CHF zugekauft. Der Umsatz dieses zugekauften Geschäfts macht 185 Mio. CHF aus. Es handelt sich um die bisher grösste Akquisition von DKSH.
Die Gesellschaft Dols International aus den Niederlanden wurde im Mai 2019 übernommen und werde in die Geschäftseinheit Performance Materials eingegliedert.
Zwischen 2018 und 2020 tätigte DKSH mehrere Akquisitionen in Australien und Neuseeland. Dazu gehören die Übernahme von Davies Foods, CTD, Crossmark und Axieo.
Im Mai 2020 wurde Marco Gadola als neuer VR-Präsident gewählt.

## Kapitalstruktur (per Ende 2018)
Das Grundkapital von DKSH setzte sich 2018 aus 65'042'963 Namensaktien mit einem Nominalwert von je 0,10 CHF zusammen.
Die Diethelm Keller Gruppe ist Hauptaktionär der DKSH. Neben der bedeutenden Beteiligung an DKSH führt die privat gehaltene Gruppe zusätzlich vier operative Einheiten, welche sich auf Produkte und Dienstleistungen in den Geschäftsfeldern Brands, Industrial, Investments und Travel ausrichten.
Bedeutende Aktionäre sind (Stand November 2023):
- Diethelm Keller Holding AG, Zürich[22] (Aktionärspool, im Mehrheitsbesitz von 23 Familienmitgliedern): 45,0 %[23]
- Black Creek Investment Management, Inc.: 3,02% - Toronto, Canada
- Pictet Asset Management Ltd.: ⁓2,12% - London, UK
- Fiduciary Management, Inc.: ⁓2,07% - Milwaukee, United States
- Fidelity International: ⁓2,07% - London, UK

DKSH hat eine sogenannte Opting-up-Klausel mit einem Grenzwert von 49 % in den Statuten. Dies bedeutet, dass die Diethelm Keller Holding AG mit einem Aktienanteil von 45 % dieses Aktienpaket bis auf 49 % erhöhen kann ohne Pflicht für ein Übernahmeangebot an die übrigen Aktionäre. Normalerweise besteht eine solche Pflicht für ein Übernahmeangebot an die übrigen Aktionäre bei Überschreiten eines Grenzwertes von 33 1/3 %.
Im Rahmen der seit Jahren verfolgten progressiven Dividendenpolitik schüttet das Unternehmen für das Jahr 2022 eine ordentliche Dividende in Höhe von CHF 2.15 pro Aktie aus. Die ordentliche Dividende ist somit 10 Rappen oder 5 % höher als im Vorjahr.